# Highgate (Londyn)
Highgate – dzielnica północnego Londynu, której fragmenty wchodzą w skład trzech dzielnic administracyjnych: Haringey, Camden i Islington. 

## Interesujące miejsca

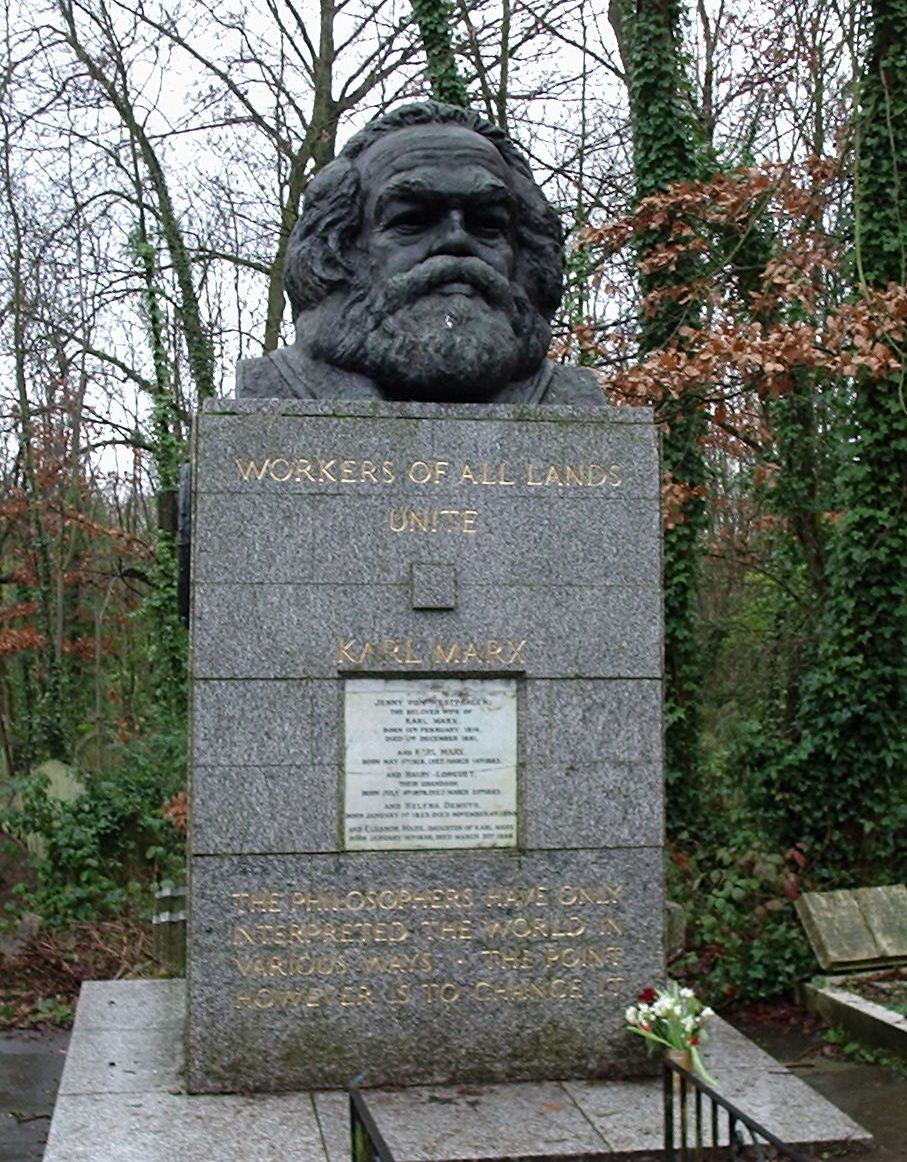
Pomnik nagrobny Karola Marksa na cmentarzu w Highgate

- Highgate Cemetery
- Highgate School
- Highgate Wood
- Kenwood House

## W pobliżu
- Finchley
- Hampstead
- Muswell Hill
- Dartmouth Park
- Tufnell Park
- Kentish Town
- Holloway
- Crouch End

## Stacje metra
- Highgate
- Archway